# Abomey
Abomey – miasto w południowym Beninie. Położone jest około 100 km na północny zachód od stolicy kraju, Porto-Novo. W spisie ludności z 11 maja 2002 roku liczyło 78 341 mieszkańców. Jest ośrodkiem administracyjnym departamentu Zou. 
W mieście dominuje rzemiosło oraz przemysł spożywczy – działają tutaj browar, wytwórnia napojów i olejarnie. Ponadto jest ważnym ośrodkiem oczyszczania bawełny. W Amobeyu znajduje się port lotniczy. W mieście znajdują się ruiny pałaców królewskich, które zostały wpisane na listę światowego dziedzictwa UNESCO. Dwa z nich zostały zrekonstruowane i pełnią rolę muzeów. 
Abomey zostało założone w połowie XVII wieku jako stolica Dahomeju. Około 1923 roku stolicę przeniesiono do Porto-Novo. 